# André Brugerolle
 (novembre 2020).
Pour les articles homonymes, voir Brugerolle.
André Brugerolle, né le 1er décembre 1906 à Matha (Charente-Inférieure) et mort le 12 janvier 1997 à Matha (Charente-Maritime), est un homme politique français.

## Biographie et carrière
André Brugerolle est le fils de Léopold Brugerolle, fondateur de la maison de distillerie d'eaux-de-vie de cognac "Brugerolle", censeur de la Banque de France de Cognac, et d'Yvonne Villard. Il épouse Simone Bouffard, fille du préfet André Bouffard.
Il est négociant de cognac et propriétaire à Matha, président de la distillerie de Matha. Conseiller du commerce extérieur, il est maire de Matha (1952-1979) et conseiller général pour le canton de Matha (1958-1976).

### Député
André Brugerolle est élu de la troisième circonscription de la Charente-Maritime de la Ire à la Ve législature de la Cinquième République française (1958-1978).

### Coupe Brugerolle
André Brugerolle a donné son nom à la « coupe Brugerolle » qui opposait, de 1953 à 1975, des clubs d'échecs issus de quatre ligues de l’Ouest de la France et dont la finale avait lieu à Matha.